# Винфаст
Винфаст е виетнамски автомобилен производител на автомобили и мотоциклети.

## История
Компанията е основана през 2017 година.
- Винфаст Фадил
- Винфаст Фадил